# Deutsche Verkehrsflug

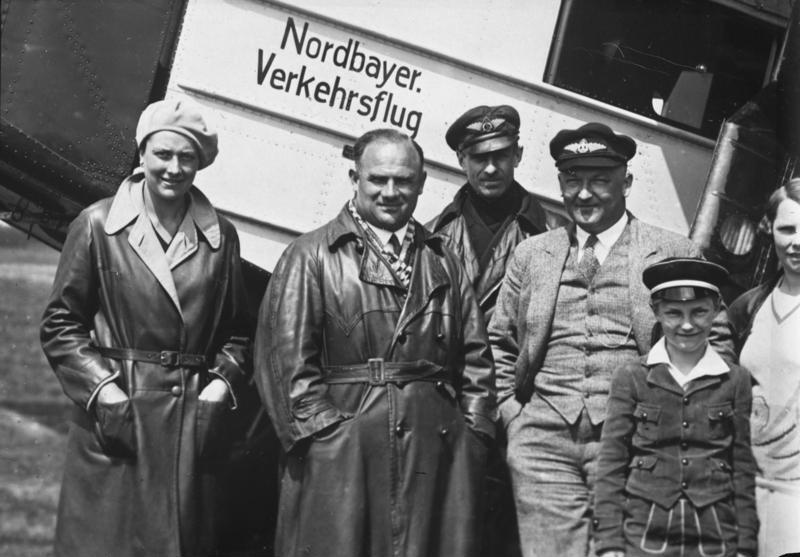
Hermann Köhl mit Gattin und Theo Croneis 1930 am Flugplatz Fürth-Atzenhof vor einer Messerschmitt M 18

Die Deutsche Verkehrsflug AG ist eine ehemalige deutsche Fluggesellschaft in Fürth.

## Geschichte
Der Flieger Theodor Croneiß gründete 1924 durch Umwandlung der am 5. Mai des Jahres ins Leben gerufenen „Arbeitsgemeinschaft zur Förderung von Flugsport und Flugtechnik in Mittelfranken und Oberpfalz“ die „Sportflug GmbH für Mittelfranken und Oberpfalz“. Am 6. Dezember erfolgte der Eintrag ins Handelsregister. Aus ihr wurde am 25. März 1926 die Nordbayerische Verkehrsflug GmbH mit einem Startkapital von 50.000 RM gebildet, um regionale Strecken zu bedienen zu können, an denen die Deutsche Luft Hansa nicht interessiert war. Zum Geschäftsführer wurde Theodor Croneiß ernannt. Am 23. Dezember 1930 wurde auf einer Generalversammlung des Aufsichtsrates die Umwandlung der Gesellschaft in „Deutsche Verkehrsflug AG“ beschlossen. Die Namensänderung trat am 17. Januar des Folgejahres in Kraft. Grund war eine durch finanzielle Misswirtschaft nötig gewordene Aufstockung des Kapitals um 500.000 RM, die die Beteiligung von Aktionären aus anderen Landesteilen nach sich zog, so dass daraus resultierend nun nicht nur Strecken in Bayern, sondern in ganz Deutschland beflogen wurden. Seit 1929 hatte Ernst Kredel jun. die Verwaltungsleitung der Deutschen Verkehrsflug AG.
Der Erfolg des Unternehmens beruhte vor allem darauf, dass es günstigere Tickets anbot als die Luft Hansa und geringerer Subventionen bedurfte als diese. Unternehmensstrategisch setzte Croneiß vor allem auf die Betreuung von innerdeutschen Kurzstrecken. Eng verbunden war das Schicksal der Verkehrsflug mit dem der Messerschmitt AG: 1924 stellte Croneiß dem damals in finanziellen Schwierigkeiten steckenden Willy Messerschmitt die Mittel zur Verfügung, um seine ersten Flugzeuge M17 und M18 zu bauen. Von Letzterer nahm die Deutsche Verkehrsflug 19 Exemplare ab.
Während der Weltwirtschaftskrise geriet die Verkehrsflug ab 1930 jedoch an den Rand ihrer Existenz. Dies beruhte vor allem darauf, dass sie zwar geringere Subventionen brauchte als die Luft Hansa, ihre Subventionsgeber jedoch nicht das Reich und seine Länder waren, die auch in der Krise verlässlich zahlen konnten, sondern private Finanziers, die ihre Subventionsleistungen in der Krise massiv reduzieren mussten.
Ab 1931 schrieb die Verkehrsflug entsprechend hohe Verluste, konnte aber dennoch überleben. 1934 wurde die Verkehrsflug AG jedoch auf Betreiben des Luftfahrtministers Hermann Göring und seines Staatssekretärs Erhard Milch, der zugleich zum Vorstand der Lufthansa gehörte, liquidiert, da das Modell für das Luftverkehrswesen im Deutschen Reich, das diesen beiden vorschwebte, nur eine einzige Fluggesellschaft vorsah. 1934 wurde sie mit Beschluss vom 28. März vom Reichsverkehrsministerium aufgelöst, der Flugbetrieb war schon im Winter 1933/1934 eingestellt worden.

## Flotte
Die Flotte in Zeiten der Nordbayerischen Verkehrsflug GmbH bestand aus den folgenden Flugzeugen:
- 1 Dietrich DS I
- 1 Udet U 8
- 1 Udet U 8b
- 1 Junkers F 13da
- 1 Messerschmitt M17 (heute mit Original-Beschriftung im Deutschen Museum in München zu besichtigen)
- 4 Messerschmitt M18a
- 10 Messerschmitt M18b
- 5 Messerschmitt M18d
- 1 Messerschmitt M24a
- 1 Focke-Wulf A 20 Habicht
- 2 Focke-Wulf A 32 Bussard

Nach Umwandlung bestand die Flotte aus diesen Flugzeugen:
- 1 Junkers F 13da
- 13 Messerschmitt M18b
- 5 Messerschmitt M18d
- 1 Messerschmitt M24a
- 1 Focke-Wulf  A 20
- 2 Focke-Wulf A 32 Bussard
- 1 Junkers A 50ci (heute mit Original-Beschriftung im Deutschen Museum in München zu besichtigen)